# Раштівка
Ра́штівка —  село в Україні, у Старокостянтинівській міській громаді Хмельницького району Хмельницької області. Населення становить 244 осіб. До 2020 орган місцевого самоврядування — Великомацевицька сільська рада.

## Історія
Є така легенда: від Старокостянтинівського князя Острозького втекло три родини кріпаків, які називали себе «козаками». Вони й стали першими поселенцями ще неосвоєної території, порослої чагарниками та дубовими смугами. Десятки джерел, що утворили річку Деревичку, щедро напували землю. Розташування було вигідним – далеко від центральної дороги, два великих пагорби з південного сходу та північного заходу, були гарними охоронцями від непроханих гостей. Що ж до назви цього невеликого поселення, то вона пішла від характеру роботи одного з жителів, який робив решета зі шкір худоби, тому й називали його решітником, а вже село Решетилівкою, тепер Раштівка.
Свідків тих часів давно вже немає, але на одному з тих високих пагорбів, біля села, є джерело з холодною кришталевою водою, котре пам’ятає все, даруючи щедро бажану прохолоду ще й до сьогодні. Хтозна скільки сотень людей з нього воду пили, але мало хто здогадувався, що вона особлива. Це підтверджено лабораторними дослідженнями, які провела Старокостянтинівська санітарно-епідеміологічна станція. За словами фахівців 80% колодязів на території району містять в собі великий відсоток нітратів, тобто перевищену норму допустимого майже у 6 разів. У Раштовецькому ж джерелі вода за бактеріологічними показниками та за вмістом нітратів і солей повністю відповідає нормі. Джерел з такою м’якою водою лише два в районі (ще у Воронківцях), тож вони потребують неабиякої уваги та турботи, у чому допомагає сільським мешканцям їх земляк директор заводу «Металіст» В.Войтко. Тепер криничка з любов’ю облаштована – біля неї поставили блакитний хрест, обтягли дротом і вирішили побудувати там невеличку капличку.
Досить цікавою є неймовірна легенда, пов’язана з цією капличкою. Говорили, що багато років тому стояла на одному з високих пагорбів велика біла церква з золотим хрестом та срібними дзвонами. Тепер тут б’ється серце малої криниці. Місце – гарне та сонячне. Звідси було видно село з розкішними садами та гордовитими соняшниками, які щоранку повертали голови до яскравого сонця. Великі ставки, що у дощові дні затоплювали невеликі сільські вулички, і змійками велися поміж хат. Церкву побудували на узвишші. Надзвичайна подія, яку ніхто не очікував, сталася напередодні великого християнського свята – Великодня. Люди готувалися – пекли солодкі зарум’янілі паски, писали писанки, метушилися у передсвяткових турботах.
Вночі люди, йдучи на вечірню службу, щоб освятити паску й крашанки, побачили диво – двері у церкву були навстіж відчинені і світло, ніби від мільйона свічок, сліпило очі. Раптом світло згасло. Люди дивилися у темінь, шукаючи поглядом церкву, якої вже не було – пішла вона під землю. Натомість там з’явилось джерело. Але кажуть, що на Пасху можна було почути глухий дзвін з-під землі.
З тих часів ніхто той пагорб не орав і не засівав. Але сталося так, що задумали той пагорб засіяти пшеницею. І тільки бульдозерист Василь Звада зняв перший пласт землі, як помітив у ковші із землею золотий хрест, орати далі вже не наважувались. Скарб довго зберігали місцеві жителі.
Звідси було видно село з розкішними садами та гордовитими соняшниками, які щоранку повертали голови до яскравого сонця. Великі ставки, що у дощові дні затоплювали невеликі сільські вулички, і змійками велися поміж хат. Церкву побудували на узвишші. Надзвичайна подія, яку ніхто не очікував, сталася напередодні великого християнського свята – Великодня. Люди готувалися – пекли солодкі зарум’янілі паски, писали писанки, метушилися у передсвяткових турботах.
7 (20) листопада 1917 року, відповідно до.Третього Універсалу Української Центральної Ради, увійшло до складу Української Народної Республіки.
12 червня 2020 року, відповідно до розпорядження Кабінету Міністрів України № 727-р «Про визначення адміністративних центрів та затвердження територій територіальних громад Хмельницької області», увійшло до складу Старокостянтинівської міської громади.
19 липня 2020 року, після ліквідації Старокостянтинівського району, село увійшло до Хмельницького району.